# 1144
El 1144 (MCXLIV) fou un any de traspàs començat en dissabte del calendari julià.

## Esdeveniments
- Primera menció de Ljubljana.
- Caiguda d'Edessa, fet que va motivar la Segona Croada.
- 12 de març - Roma, Estats Pontificis: Luci II esdevé papa de Roma.